# Campeonato Rondoniense 2002
In 2002 werd het 56ste Campeonato Rondoniense gespeeld voor voetbalclubs uit de Braziliaanse staat Rondônia. De competitie werd georganiseerd door de FFER en werd gespeeld van 20 maart tot 7 juli. CFA werd kampioen. 

## Eerste fase
| Plaats | Club              | Wed. | W | G | V | Saldo | Ptn. |
| ------ | ----------------- | ---- | - | - | - | ----- | ---- |
| 1.     | União Cacoalense  | 10   | 7 | 1 | 2 | 21:11 | 22   |
| 2.     | CFA               | 10   | 6 | 2 | 2 | 26:14 | 20   |
| 3.     | Ji-Paraná         | 10   | 6 | 1 | 3 | 21:13 | 19   |
| 4.     | Cruzeiro          | 10   | 2 | 5 | 3 | 12:15 | 11   |
| 5.     | Genus Rondoniense | 10   | 2 | 3 | 5 | 9:20  | 9    |
| 6.     | Vilhena           | 10   | 1 | 0 | 9 | 8:24  | 3    |

|  | Geplaatst voor tweede fase |

## Tweede fase
| Plaats | Club             | Wed. | W | G | V | Saldo | Ptn. |
| ------ | ---------------- | ---- | - | - | - | ----- | ---- |
| 1.     | CFA              | 6    | 4 | 1 | 1 | 12:7  | 13   |
| 2.     | União Cacoalense | 6    | 3 | 2 | 1 | 6:3   | 11   |
| 3.     | Ji-Paraná        | 6    | 2 | 1 | 3 | 7:8   | 7    |
| 4.     | Cruzeiro         | 6    | 1 | 0 | 5 | 1:8   | 3    |

|  | Geplaatst voor finale |

## Finale
|              |                  |       |     |  |
| 29 juni Heen | União Cacoalense | 1 – 1 | CFA |  |
| 29 juni Heen |                  |       |     |  |

|              |     |       |                  |  |
| 7 juli Terug | CFA | 1 – 1 | União Cacoalense |  |
| 7 juli Terug |     |       |                  |  |

### Kampioen
| Campeonato Rondoniense de 2002 |
| Rondônia                       |
| ------------------------------ |
| CFA Kampioen (1° titel)        |